# Куандык (род)
Куандык  — подразделение племени Аргын в Среднем жузе. Примерное количество ? тыс. человек.

## Происхождение
Куандык, согласно шежире, происходят от общего предка аргынов Кодан-тайши.
Как полагают М. К. Жабагин и Ж. М. Сабитов, генетическая близость аргынов к народам Иранского нагорья указывает на значительный общий компонент («субстрат»), который мог быть привнесён в генофонд прото-аргынов миграцией с юго-запада от ираноязычных народов или их потомков. Сходство генофондов аргынов с казахами Алтая и монголами говорит о более позднем генетическом компоненте («суперстрате»), привнесённом в генофонд аргынов миграциями тюркоязычных и монголоязычных народов.
При этом по мнению ряда других авторов, первоначальное ядро аргынов восходило к монгольским племенам. М. Т. Тынышпаев полагал, что аргыны восходят к нирун-монгольскому племени арикан. Ч. Ч. Валиханов включал аргынов в число монгольских народов Джагатайской орды. Согласно другой версии, аргыны являются потомками Аргун-ага, ойратского наместника, служившего в Ильханате Хулагу. Согласно К. Этвуду, аргыны (аргуны) происходят от завоёванных степных народов Монгольского плато, подчинённых монголами и приведённых на запад монгольским завоеванием. По его мнению, аргыны (аргуны) представляли собой онгутский клан.

## Расселение

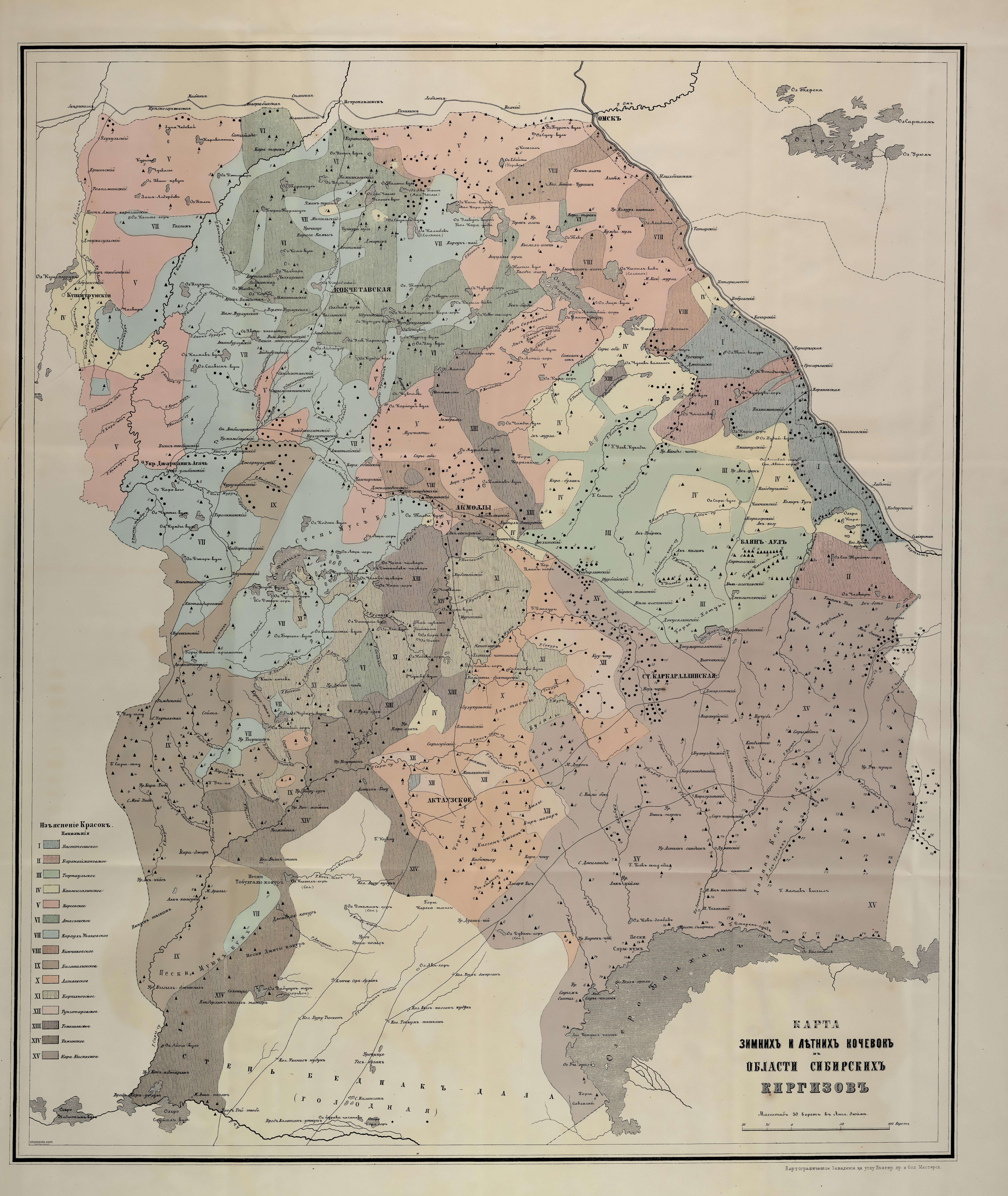
Карта зимних и летних кочевок в области сибирских киргизов (казахов) в 1868 году

Род Куандык обитал Акмолинский уезд.

## Подразделения
- Алтай (самое многочисленное)
  - Алсай
  - Нұрбай
  - Әлке
  - Мойын
    - Распанқұл
      - Әлібек
        - Аралбай
        - Ақша
        - Бекша
        - Сармантай
        - Байдәулет

    - Аманғұл
    - Сарша
      - Қареке,

    - Санай
      - Байболды
        - Мырзағұл
        - Мырзагелді
        - Есенғұл

      - Итболды
      - Биболды

    - Мұрат

  - Сармантай
  - Сайдалы
  - Байдалы
  - Кенжеғара
- Бөрші
- Темеш
- Карпык
  - Тінәлі
  - Мәмбет
  - Тока
- Есенғарт
- Аманғарт
- Өмір
- Темір

- Куандык (род) на «Родоводе». Дерево предков и потомков

## Генетика
Большинство представителей относятся к гаплогруппе G1 (N- 137)

## Представители
| - Айнабеков, Каип — акын, певец. - Кайретдин Абдирахманулы Болганбаев - Абдолла Абдрахманович Асылбеков • Бигельдинов Талгат Жакупбекулы - Назарбаева, Сара Алпысовна - Ташенев, Жумабек Ахметович - Мустафин, Габиден - Байзаков, Иса (алке) - Сакен Сейфуллин - Дайрабай Ерназарулы - Мейрамхат Карибекович Айнабеков - Зейнулла Мухамеджанович Шайдаров | Списки по подродам: - Кареке |